# جام خیریه انگلستان ۱۹۳۶
 جام خیریه انگلستان ۱۹۳۶ ، ۲۳امین رقابت سالانه مابین قهرمانان لیگ دسته اول فوتبال انگلستان و جام حذفی فوتبال انگلستان است.
این مسابقه در تاریخ ۲۸ اکتبر ۱۹۳۶ مابین تیم‌های آرسنال و ساندرلند در ورزشگاه روکر پارک ساندرلند برگزار شده‌است.
تیم ساندرلند در این مسابقه با نتیجه دو بر یک به پیروزی رسید.

## جزئیات مسابقه
| ساندرلند              | ۲ – ۱ | آرسنال |
| --------------------- | ----- | ------ |
| W Burbanks · H Carter |       | کیرچن  |